# Psychometria
Psychometria (od stgr. ψυχή Psyche = dusza, oraz łac. -metria, od gr. μετρεῖν metrein, „mierzyć”) – dział psychologii, który zajmuje się teorią i praktyką stosowania testów psychologicznych. Ustala jakie warunki powinien spełniać dobry test psychologiczny, zajmuje się zarówno tworzeniem samych narzędzi testowych i pozycji, które zawierają, jak i kwestiami związanymi ze zliczaniem i interpretowaniem wyników.

## Charakterystyka
Opiera się na zdobyczach statystyki i matematyki, tworząc procedury badania testowego w psychologii poprzez obiektywizację, pomiar rzetelności i trafności, standaryzację, normalizację i ewentualną właściwą adaptację narzędzi badawczych, jakimi są kwestionariusze osobowości, testy uzdolnień i inteligencji, ankiety oraz skale.
Umożliwia ujęcie zachowania jednostki w postaci pomiaru liczbowego, dzięki czemu daje nadzieję na obiektywny i naukowy opis człowieka. Koncentruje się na różnicach indywidualnych. Stwarza jednak niebezpieczeństwo etykietowania jednostki i sztywnego kategoryzowania jednostek. Psychometrii często zarzuca się tworzenie pojęć bez dostatecznej podbudowy w teorii – na zasadzie: „skoro coś jest mierzalne, to znaczy, że istnieje”, np. IQ często jest definiowany jako wartość, którą mierzy test IQ.